# Astragalus basiflorus
Astragalus basiflorus là một loài thực vật có hoa trong họ Đậu. Loài này được E.Peter miêu tả khoa học đầu tiên.